# Tetrik I.
Tetrik I., puno ime Gaius Pius Esuvius Tetricus, od 271. do 274. car Galijskog carstva, nakon sto je ubio Viktorija. Tetrik I. koji je zajedno vladao sa svojim sinom Tetrikom II. bio je zadnji car Galijskog carstva.